# Reem Kherici

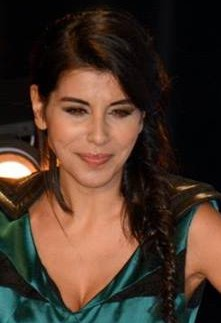
Reem Kherici 2014

Reem Kherici (* 13. Februar 1983 in Neuilly-sur-Seine) ist eine französische Schauspielerin, Drehbuchautorin und Regisseurin.

## Leben
Reem Kherici ist die Tochter eines tunesischen Vaters und einer italienischen Mutter. Sie arbeitete ab 2002 bei Fun Radio und danach beim französischen Musiksender Fun TV. 2005 wurde sie Gründungsmitglied der Comedy-Truppe La Bande à Fifi.
Zunächst war sie als Schauspielerin in Nebenrollen an der Seite von Schauspielern wie Jean Dujardin und Jean Reno zu sehen. Ab 2013 begann La Bande à Fifi selbst Spielfilme zu produzieren. Im Rahmen dieser Gruppe führte sie Regie und schrieb das Drehbuch bei den Filmen Paris um jeden Preis (Paris à tout prix, 2013) und Hochzeit ohne Plan (Jour J, 2017).

## Diva
Reem Kherici ist Besitzerin einer Maine-Coon-Katze namens Diva, die durch verschiedene Aktionen eine gewisse Berühmtheit erlangt hat. Diva tritt als Mitautorin von Büchern auf, gibt Autogrammstunden, wirkt als Werbeträgerin und hat einen eigenen Eintrag in der Internet Movie Database.

## Filmografie
- 2009: OSS 117 – Er selbst ist sich genug (OSS 117: Rio ne répond plus)
- 2009: Neuilly sa mère !, Regie: Gabriel Julien-Laferrière
- 2010: Fatal, Regie: Michaël Youn
- 2011: Colombiana
- 2013: Paris um jeden Preis (Paris à tout prix); Regie, Drehbuch, Darstellung
- 2016: Alles unter Kontrolle (Débarquement immédiat !), Regie: Philippe de Chauveron
- 2016: Fast Convoy – Tödlicher Transport (Le Convoi)
- 2017: Der Meisterdieb und seine Schätze (Mes trésors)
- 2017: Hochzeit ohne Plan (Jour J); Regie, Drehbuch, Darstellung
- 2018: Nicky Larson – City Hunter (Nicky Larson et le parfum de Cupidon)
- 2019: Die Wurzeln des Glücks (Holy Lands), Regie: Amanda Sthers
- 2020: Brutus vs César, Regie: Kheiron
- 2020: 30 Jours max, Regie: Tarek Boudali
- 2023: Alibi.com 2, Regie: Philippe Lacheau
- 2023: 3 Jours max, Regie:Tarek Boudali
- 2024: Chien et Chat; Regie

## Bücher
- Diva: Elle dit tout haut ce que les filles pensent tout bas, 2017, Larousse, ISBN 978-2-03593-143-6

## Theater
- Qui a tué le mort ? (2008 bis 2009, Théatre Le splendid, Inszenierung Philippe Lacheau)[4]